# 豊栄映画劇場 (新潟県の映画館)
豊栄映画劇場（ほうえいえいがげきじょう）は、かつて存在した日本の映画館である。旧名称豊来館（ほうらいかん）。

## 略歴・概要

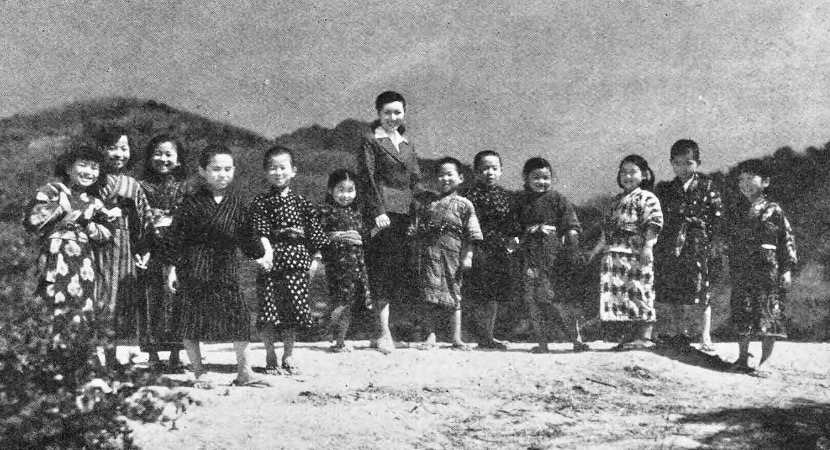
豊栄映画劇場への改称後に公開された『二十四の瞳』（1954年）

1924年（大正13年）、新潟県北蒲原郡葛塚町（のちの豊栄市、現在の同県新潟市北区）に「豊来館」として設立する。当初は芝居や浪曲の実演も上演し、映画も上映した。「南条文若」時代の三波春夫も同舞台に立ったことがある。地域では唯一の映画館であり、1932年（昭和7年）当時、葛塚町内で唯一の映画館であった。
第二次世界大戦後、同館では、日本映画もアメリカ映画も上映しており、瑞穂春海監督の『あの丘越えて』やヴィクター・フレミング監督の『風と共に去りぬ』、木下惠介監督の『二十四の瞳』等が上映されている。
1954年（昭和29年）（1955年7月11日という説もある）、左右に花道がある芝居小屋仕様の2階席のある建物から、3階建ての劇場に改築、「豊栄映画劇場」と改称、個人商店であったものを株式会社化する。客席は1階、2階は映写室と休憩室、3階は映画上映以外の目的に使用する集会所であった。翌1955年（昭和30年）3月31日、葛塚町は他2村と合併して、豊栄町（とよさかまち）になっている。1957年（昭和32年）当時には、北蒲原郡には、同館のほか、中条座、水原劇場（旧・水原館）、安田映画劇場、松浜劇場の4館が存在した。1958年（昭和33年）には、新装開館3周年を記念し、田坂具隆監督の『陽のあたる坂道』が上映された。
1962年（昭和37年）4月に閉館、38年の歴史を閉じた。
アニメーション作家・宝塚大学教授の月岡貞夫、デザイナー・新潟デザイン専門学校講師の月岡哲郎の実家でもあった。

## おもな上映作品
- 『あの丘越えて』 : 監督瑞穂春海、松竹、1951年[5]
- 『風と共に去りぬ』 : 監督ヴィクター・フレミング、MGM, 1952年日本公開[5]
- 『二十四の瞳』 : 監督木下惠介、松竹、1954年[6]
- 『赤穂浪士』 : 監督松田定次、東映、1956年[2]
- 『陽のあたる坂道』 : 監督田坂具隆、日活、1958年[10]